# Strážek
Strážek (Duits: Straschkau) is een Moravische vlek (městys) in de Tsjechische regio Vysočina, en maakt deel uit van het district Žďár nad Sázavou. Strážek telt 854 inwoners (2023).

## Geschiedenis
- 1338 – De eerste schriftelijke vermelding van Strážek.
- 2006 – De gemeente Strážek krijgt (opnieuw) de status vlek.[1]